# Beeミュージアム
『Beeミュージアム』（びーみゅーじあむ）は、テレビ東京系で2007年4月6日から2016年3月31日まで放送されたミニ番組。山田養蜂場の一社提供。

## 概要
世界中の養蜂とミツバチに関わる人々の文化を紹介する番組。各国で営まれている養蜂の歴史や蜂蜜を使った食べ物(その他の用途)などを通じて、ミツバチと共に生活している人々の暮らしと関わりを紹介している。放送開始当初は、毎週金曜日に放送されていたが、2010年4月から水曜日に移動し、2015年10月から木曜日に移動した。2011年4月6日より「Beeミュージアム〜ミツバチのいる風景〜」に番組名を変更した。また、数少ないテレビ東京系全局同時ネットのミニ番組の一つである。

## 出演者
- 上條恒彦（俳優）：2011年4月からナレーション担当。2011年3月までは番組内ではBeeミュージアム館長として紹介されていた。

## 監修
玉川大学ミツバチ科学研究センター

## 作成
テレビ東京、電通

## 放送日時
| 期間       | 期間       | 放送時間（日本時間）        |
| ---------- | ---------- | --------------------------- |
| 2007.04.06 | 2010.03.26 | 金曜日 19:54 - 20:00（6分） |
| 2010.04.07 | 2015.09.30 | 水曜日 20:54 - 21:00（6分） |
| 2015.10.08 | 2016.03.31 | 木曜日 20:54 - 21:00（6分） |

水曜時代の2014年から2015年9月までは、『衝撃映像 4時間スペシャル』編成時に、放送枠を20:58までに縮小するケースが有った。木曜に移動した後も『木曜8時のコンサート〜名曲!にっぽんの歌〜』などの拡大版を編成時に、通常は放送枠を54分繰り下げ、21:48 - 21:54に放送するが、稀に、放送枠を縮小して内包するケースや特番の時刻を19:58 - 21:48枠から20:02 - 21:54枠あるいは20:04 - 21:54枠に変更し、当番組を19:58 - 20:02に繰り上げ・縮小あるいは19:58 - 20:04に繰り上げて放送する場合もある。

## ネット局
| 対象対象地域   | 放送局         | 系列           | 放送日時           | 遅れ       |
| -------------- | -------------- | -------------- | ------------------ | ---------- |
| 関東広域圏     | テレビ東京     | テレビ東京系列 | 木曜 20:54 - 21:00 | 制作局     |
| 北海道         | テレビ北海道   | テレビ東京系列 | 木曜 20:54 - 21:00 | 同時ネット |
| 愛知県         | テレビ愛知     | テレビ東京系列 | 木曜 20:54 - 21:00 | 同時ネット |
| 大阪府         | テレビ大阪     | テレビ東京系列 | 木曜 20:54 - 21:00 | 同時ネット |
| 福岡県         | TVQ九州放送    | テレビ東京系列 | 木曜 20:54 - 21:00 | 同時ネット |
| 岡山県・香川県 | テレビせとうち | テレビ東京系列 | 金曜 20:54 - 21:00 | 1日遅れ    |
| 日本全国       | BSジャパン     | テレビ東京系列 | 金曜 19:55 - 20:00 | 9日遅れ    |